# Poinciana
Poinciana, nekadašnji biljni rod uključivan u porodicu mahunarki. Danas se vodi kao sinonim za Caesalpinia. Opisao ga je Linnaeus 1753. u Species Plantarum 1: 380.
Vrste ovog roda razmještene su po drugim rodovima Caesalpinia Plum. ex L., Delonix Raf., Tara Molina, Erythrostemon Klotzsch, Hoffmannseggia Cav.. 
U Hrvatskoj su navedene dvije vrste koje su uključivane u ovaj rod, to su Poinciana gilliesii Hook., sinonim za Erythrostemon gilliesii (Hook.) Klotzsch i Poinciana regia Bojke. ex. Hook., sinonim za Delonix regia (Bojer ex Hook.) Raf.